# Staříci
Staříci (anglicky Old-Timers [ˌəʊld ˈtaɪmə(r)z]) je česko-slovenský film (road-movie) z roku 2019 s Jiřím Schmitzerem a Ladislavem Mrkvičkou v hlavních rolích. Film režírovali Martin Dušek a Ondřej Provazník, kteří jsou zároveň autory scénáře.
Snímek byl inspirován příběhem neuskutečněného atentátu Pravomila Raichla na bývalého komunistického prokurátora Karla Vaše.

## Děj filmu
Vlastimil Reiner (Jiří Schmitzer) se vrací do České republiky z Oregonu; setká se se svým starým přítelem Antonínem (Ladislav Mrkvička) a společně plánují zabít komunistického prokurátora na penzi, který se vyhnul trestu za své zločiny v 50. letech 20. století.
Inspirace životním příběhem Pravomila Raichla se do děje promítá s mnohými rozdíly. Skutečný Pravomil Raichl, vězeň sovětského gulagu, hrdina východní fronty, vězeň komunismu a posléze uprchlík do USA opravdu přijel v roce 2002 do Prahy, aby zastřelil komunistického prokurátora Karla Vaše, jehož česká justice nebyla schopna odsoudit za desítky justičních vražd; na rozdíl od filmového Reinera však Pravomil Raichl atentát neuskutečnil, neboť 25. 2. 2002 – právě v den výročí komunistického puče, na kdy si exekuci naplánoval – zemřel na infarkt. Tvůrci filmu však nechali zemřít jeho kamaráda Antonína, jehož postava mohla být inspirována Vojtěchem Klečkou.

## Obsazení
- Jiří Schmitzer jako Vlastimil Reiner
- Ladislav Mrkvička jako Antonín Trčka
- Dušan Kaprálik jako JUDr. Václav Mráz
- Michal Suchánek
- Přemysl Bureš
- Karel Jirák
- Marika Procházková
- Pavel Batěk

## Ohlasy
- Mirka Spáčilová, MF DNES / iDNES.cz  65 %[6]

Staříci získali obecně pozitivní recenze: od března 2020 držel 68 % na Kinoboxu.

## Ocenění
Na Českého lva za rok 2019 měl film Staříci celkem deset nominací. Nakonec proměnil dvě: Českého lva za rok 2019 získali Jiří Schmitzer a Ladislav Mrkvička (nejlepší mužský herecký výkon v hlavní a ve vedlejší roli). Oba zmínění herci obdrželi v roce 2020 také Hlavní cenu Trilobit. Film Staříci byli rovněž nominován i na pět cen české filmové kritiky.
| Rok                                         | událost                    | Cena                                     | Kategorie                          | Příjemci  | Výsledek | Ref(s) |
| ------------------------------------------- | -------------------------- | ---------------------------------------- | ---------------------------------- | --------- | -------- | ------ |
| 2020                                        |                            |                                          |                                    |           |          |        |
| Trilobit Awards 2020                        | Cena Trilobit              | Hlavní ocenění                           | Jiří Schmitzer a Ladislav Mrkvička | Vítězství | [ 11 ]   |        |
| 9. ročník Ceny české filmové kritiky        | Cena české filmové kritiky | Nejlepší film                            | Staříci                            | Vítězství | [ 12 ]   |        |
| 9. ročník Ceny české filmové kritiky        | Cena české filmové kritiky | Nejlepší režisér                         | Martin Dušek a Ondřej Provazník    | Vítězství | [ 12 ]   |        |
| 9. ročník Ceny české filmové kritiky        | Cena české filmové kritiky | Nejlepší scénář                          | Martin Dušek a Ondřej Provazník    | Nominace  | [ 12 ]   |        |
| 9. ročník Ceny české filmové kritiky        | Cena české filmové kritiky | Nejlepší herec                           | Jiří Schmitzer                     | Vítězství | [ 12 ]   |        |
| 9. ročník Ceny české filmové kritiky        | Cena české filmové kritiky | Nejlepší herec                           | Ladislav Mrkvička                  | Nominace  | [ 12 ]   |        |
| 27. ročník předávání cen Český lev          | Cena Český lev             | Nejlepší film                            | Staříci                            | Nominace  | [ 13 ]   |        |
| 27. ročník předávání cen Český lev          | Cena Český lev             | Nejlepší režisér                         | Martin Dušek a Ondřej Provazník    | Nominace  | [ 13 ]   |        |
| 27. ročník předávání cen Český lev          | Cena Český lev             | Nejlepší herec v hlavní roli             | Jiří Schmitzer                     | Vítězství | [ 13 ]   |        |
| 27. ročník předávání cen Český lev          | Cena Český lev             | Nejlepší herec ve vedlejší roli          | Ladislav Mrkvička                  | Vítězství | [ 13 ]   |        |
| 27. ročník předávání cen Český lev          | Cena Český lev             | Nejlepší scénář                          | Martin Dušek, Ondřej Provazník     | Nominace  | [ 13 ]   |        |
| 27. ročník předávání cen Český lev          | Cena Český lev             | Nejlepší kinematografie                  | Lukáš Milota                       | Nominace  | [ 13 ]   |        |
| 27. ročník předávání cen Český lev          | Cena Český lev             | Nejlepší střih                           | Jana Vlčková                       | Nominace  | [ 13 ]   |        |
| 27. ročník předávání cen Český lev          | Cena Český lev             | Nejlepší zvuk                            | Václav Flegl                       | Nominace  | [ 13 ]   |        |
| 27. ročník předávání cen Český lev          | Cena Český lev             | Nejlepší hudba                           | Matouš Hejl, Miroslav Srnka        | Nominace  | [ 13 ]   |        |
| 27. ročník předávání cen Český lev          | Cena Český lev             | Make-up a účes                           | Eva Schwarzová                     | Nominace  | [ 13 ]   |        |
| 33. ročník filmového festivalu Finále Plzeň | Zlatý ledňáček             | Nejlepší hraný hraný nebo animovaný film | Staříci                            | Nominace  | [ 14 ]   |        |